# Dilophosaurus
Dilophosaurus a fost un dinozaur carnivor de dimensiuni medii spre mari, unul dintre puținii de acest tip care este cunoscut bine dintr-o multitudine de rămășițe. Fosilele datează de la începutul perioadei jurasicului, acum aproape 200 de milioane de ani, ceea ce înseamnă că este unul dintre primii dinozauri de pradă mari. Este inclus în grupa ceratozaurilor. Fosilele au fost descoperite în Arizona și, posibil, în regiunea Yunnan din China. Printre specimenele americane se numără trei exemplare conservate împreună - probabil o haită de vânătoare.
El are 7 metri si 400 de kilograme.